# Michael Feinstein
Michael Jay Feinstein (Columbus, 7 settembre 1956) è un cantante statunitense.
È un interprete del Great American Songbook,

## Discografia parziale
- 1986 – Live at the Algonquin (Asylum)
- 1987 – Pure Gershwin (Asylum)
- 1987 – Remember: Michael Feinstein Sings Irving Berlin (Asylum)
- 1988 – Isn't It Romantic (Asylum)
- 1989 – The M.G.M. Album (Elektra)
- 1989 – Over There (EMI Digital)
- 1990 – Michael Feinstein Sings the Burton Lane Songbook, Vol. 1 (Elektra/Nonesuch)
- 1991 – Michael Feinstein Sings the Jule Styne Songbook (Elektra/Nonesuch)
- 1992 – Michael Feinstein Sings the Burton Lane Songbook, Vol. 2 (Elektra)
- 1992 – Pure Imagination (Elektra)
- 1993 – Michael Feinstein Sings the Jerry Herman Songbook (Elektra/Asylum)
- 1993 – Forever (Elektra)
- 1995 – Such Sweet Sorrow (Atlantic)
- 1995 – Michael Feinstein Sings the Hugh Martin Songbook (Elektra/Asylum)
- 1996 – Nice Work If You Can Get It: Songs by the Gershwins (Atlantic)
- 1998 – Nobody But You (Wea International)
- 1998 – Michael & George: Feinstein Sings Gershwin (Concord Jazz)
- 1999 – Big City Rhythms (Concord)
- 2000 – Romance on Film, Romance on Broadway (Concord)
- 2001 – Michael Feinstein with the Israel Philharmonic Orchestra (Concord)
- 2001 – With a Song in My Heart (Concord)
- 2001 – An Intimate Holiday with Michael Feinstein (Concord)
- 2002 – The Michael Feinstein Anthology (Elektra/Rhino)
- 2002 – Livingston and Evans Songbook (Feinery)
- 2003 – Only One Life: The Songs of Jimmy Webb (Concord Jazz)
- 2005 – Hopeless Romantics (con George Shearing) (Concord)
- 2008 – The Sinatra Project (Concord)
- 2009 – The Power of Two (con Cheyenne Jackson) (Harbinger Records)
- 2010 – Fly Me to the Moon (con Joe Negri) (DuckHole Records)
- 2011 – Cheek to Cheek: Cook and Feinstein (con Barbara Cook) (DuckHole Records)
- 2011 – We Dreamed These Days (DuckHole Records)
- 2011 – The Sinatra Project, Vol. 2: The Good Life (Concord)
- 2013 – Change of Heart: The Songs of André Previn (Telarc)
- 2014 – A Michael Feinstein Christmas (Concord)